# 1958 w muzyce
Wydarzenia muzyczne w 1958 roku.

## Wydarzenia
- 6 lutego – John Lennon i Paul McCartney poznali George’a Harrisona.
- 20 września – Tommy Steele został pierwszym rockandrollowym muzykiem, którego podobizna stanęła w gabinecie figur woskowych Madame Toussaud w Londynie.
- 11 listopada – Hank Ballard z zespołem The Midnighters nagrali piosenkę The Twist spopularyzowaną przez Chubby’ego Checkera[1]

## Urodzili się
- 1 stycznia – Lisa Germano, amerykańska multiinstrumentalistka, piosenkarka i autorka piosenek
- 4 stycznia – Lorna Doom, amerykańska gitarzystka punkrockowa, basistka zespołu The Germs (zm. 2019)
- 11 stycznia – Trevor Taylor, jamajsko-niemiecki wokalista, członek zespołu Bad Boys Blue (zm. 2008)
- 12 stycznia – Peter Reynolds, walijski kompozytor muzyki klasycznej (zm. 2016)
- 17 stycznia – January Christy, właśc. Krestini Anggraini Wiradisuria, indonezyjska piosenkarka jazzowa (zm. 2016)
- 20 stycznia – Hiroaki Zakōji, japoński kompozytor i pianista (zm. 1987)
- 22 stycznia – Włodzimierz Promiński, polski skrzypek i pedagog
- 24 stycznia – Jools Holland, brytyjski pianista i prezenter telewizyjny
- 26 stycznia
  - Anita Baker, amerykańska wokalistka smoothjazzowa oraz rhythmandbluesowa
  - Leszek Opioła, polski fotograf, animator i popularyzator życia muzycznego (zm. 2014)
  - Larry Ugwu, polski poeta, pedagog, muzyk, aktor, prezenter telewizyjny, animator kultury
- 31 stycznia – Annick Massis, francuska sopranistka
- 1 lutego – Piotr Strojnowski, polski muzyk reggae, współzałożyciel zespołu Daab (zm. 2020)
- 8 lutego – Stanisław Domarski, polski muzyk, saksofonista i flecista jazzowy
- 9 lutego – Bill Evans, amerykański saksofonista jazzowy
- 10 lutego – Jarosław Gołembiowski, polski kompozytor, pianista i pedagog
- 14 lutego – Erik Berchot, francuski pianista i pedagog muzyczny
- 16 lutego – Ice-T, właśc. Tracy Lauren Marrow, amerykański raper i aktor. Wykonawca gangsta rapu i jeden z pionierów rapcore'u
- 18 lutego – Gar Samuelson, amerykański perkusista, członek zespołu Megadeth (zm. 1999)
- 23 lutego
  - Hanna Kostrzewska, polska teoretyk muzyki
  - David Sylvian, angielski wokalista, kompozytor i instrumentalista, muzyk grupy Japan
- 26 lutego
  - Humphrey Campbell, holenderski piosenkarz pochodzący z Surinamu, uczestnik Konkursu Piosenki Eurowizji (1992) (zm. 2024)
  - Claire Daly, amerykańska saksofonistka i kompozytorka (zm. 2024)
- 2 marca – Karol Radziwonowicz, polski pianista
- 5 marca – Andy Gibb, urodzony w Anglii australijski piosenkarz (zm. 1988)
- 6 marca – Igor Czerniawski, rosyjski muzyk, lider zespołu Aya RL
- 9 marca – Cornelia Catangă, rumuńska piosenkarka (zm. 2021)
- 13 marca lub 13 maja – Tshala Muana, kongijska piosenkarka (zm. 2022)
- 14 marca – Zbigniew Karkowski, polski kompozytor i wykonawca muzyki współczesnej (zm. 2013)
- 21 marca – Jacek Mazur, polski klarnecista, saksofonista i wokalista jazzowy, członek Jazz Band Ball Orchestra (zm. 2018)
- 26 marca – Nick Knox, amerykański perkusista rockowy, muzyk zespołu The Cramps (zm. 2018)
- 3 kwietnia
  - David Ragsdale, amerykański skrzypek, muzyk zespołu Kansas
  - Fryderyk Stankiewicz, polski pianista, pedagog muzyczny, kompozytor
  - Ryszard Żarowski, polski gitarzysta i wokalista
- 4 kwietnia – David Roback, amerykański gitarzysta i kompozytor, muzyk zespołu Mazzy Star (zm. 2020)
- 5 kwietnia – Diana Nasution, indonezyjska piosenkarka (zm. 2013)
- 11 kwietnia
  - Stuart Adamson, szkocki wokalista, gitarzysta i autor tekstów, członek zespołu Big Country (zm. 2001)
  - Anna Hawryłeć, ukraińska kompozytor i pedagog
  - Tom Prasada-Rao, amerykański muzyk folkowy etiopskiego pochodzenia (zm. 2024)
- 15 kwietnia – Mariam Doumbia, malijska piosenkarka (Amadou & Mariam)
- 18 kwietnia
  - Gabi Delgado-López, niemiecki wokalista i kompozytor pochodzenia hiszpańskiego, współzałożyciel Deutsch Amerikanische Freundschaft (zm. 2020)
  - Thoma Simaku, albański kompozytor
- 19 kwietnia – Sławomir Wierzcholski, polski wokalista Nocnej Zmiany Bluesa
- 21 kwietnia – Mike Barson, brytyjski muzyk; kompozytor, klawiszowiec angielskiego zespołu ska-poprockowego Madness
- 26 kwietnia – Idang Rasjidi, indonezyjski muzyk jazzowy (zm. 2021)
- 27 kwietnia – Arielle Dombasle, francuska aktorka, scenarzystka, reżyser, kompozytorka i piosenkarka
- 28 kwietnia – Agata Sapiecha, polska skrzypaczka i pedagog
- 30 kwietnia – Grzegorz Stróżniak, polski muzyk, wokalista, klawiszowiec i kompozytor zespołu Lombard
- 1 maja
  - Paul Gardiner, brytyjski basista (zm. 1984)
  - Marek Mac, polski basista jazzowy, kontrabasista, improwizator, kompozytor, aranżer, producent muzyczny, pedagog i prezenter radiowy (zm. 2017)
- 2 maja – Małgorzata Ostrowska, polska piosenkarka
- 10 maja – Vlada Divljan, serbski i jugosłowiański muzyk, wokalista i gitarzysta, członek zespołu Idoli (zm. 2015)
- 12 maja – Jimmy Spicer, amerykański raper, autor piosenek (zm. 2019)
- 13 maja – Grażyna Trela, polska aktorka, piosenkarka, pisarka, dziennikarka i scenarzystka, występująca też jako Graża T.
- 14 maja – Berislav Šipuš, chorwacki dyrygent, kompozytor i nauczyciel akademicki, profesor, minister kultury
- 16 maja – Lalo Rodriguez, portorykański piosenkarz (zm. 2022)
- 17 maja
  - Paul Di’Anno, właśc. Paul Andrews, angielski wokalista heavymetalowy, muzyk zespołu Iron Maiden (zm. 2024)
  - Amp Fiddler, amerykański piosenkarz, autor tekstów, klawiszowiec i producent muzyczny stylów funk, soul, dance i muzykę elektroniczną (zm. 2023)
  - Alan Rankine, szkocki muzyk rockowy, gitarzysta i klawiszowiec zespołu The Associates (zm. 2023)
- 26 maja
  - Osvaldo Colarusso, brazylijski dyrygent
  - Wayne Hussey, brytyjski gitarzysta rockowy, lider zespołu The Mission
- 27 maja – Neil Finn, nowozelandzki wokalista i gitarzysta, członek zespołu Crowded House[2]
- 30 maja – Marie Fredriksson, szwedzka piosenkarka, kompozytorka i wokalistka duetu Roxette (zm. 2019)
- 31 maja – Mariem Hassan, saharyjska wokalistka oraz tekściarka
- 3 czerwca
  - Jean-Marc Luisada, francuski pianista i pedagog muzyczny
  - Mendi Mengjiqi, albański muzyk i kompozytor
  - Elżbieta Wtorkowska, polska dyrygentka, profesor sztuk muzycznych
- 7 czerwca – Prince, właśc. Prince Rogers Nelson, amerykański muzyk (zm. 2016)
- 8 czerwca – Jakko Jakszyk, angielski muzyk, kompozytor, wokalista i producent muzyczny
- 13 czerwca – Marek Siwek, polski niepełnosprawny wokalista i autor tekstów, znany m.in. ze współpracy z zespołem Lombard (zm. 2012)
- 17 czerwca
  - Jello Biafra, amerykański muzyk punkrockowy; wokalista, autor tekstów, poeta, lider zespołu Dead Kennedys
  - Derek Lee Ragin, amerykański śpiewak operowy (kontratenor)
- 22 czerwca – Deddy Dhukun, indonezyjski wokalista jazzowy i twórca piosenek
- 23 czerwca – Roman Rewakowicz, polski dyrygent, chórmistrz i kompozytor
- 24 czerwca – Annette Jahns, niemiecka śpiewaczka operowa (mezzosopran, kontralt) (zm. 2020)
- 26 czerwca – Riho Sibul, estoński piosenkarz, gitarzysta i kompozytor (zm. 2022)
- 30 czerwca
  - Tommy Keene, amerykański piosenkarz (zm. 2017)
  - Kalevi Kiviniemi, fiński organista klasyczny (zm. 2024)
  - Esa-Pekka Salonen, fiński kompozytor, dyrygent, waltornista
- 2 lipca – Đặng Thái Sơn, wietnamski pianista klasyczny, zwycięzca X Międzynarodowego Konkursu Pianistycznego im. Fryderyka Chopina
- 9 lipca – Oleg Arapi, albański dyrygent i muzyk
- 10 lipca – Béla Fleck, amerykański wirtuoz gry na banjo
- 11 lipca – Hank Shermann, duński kompozytor i gitarzysta heavymetalowy
- 13 lipca – Glen Roven, amerykański kompozytor, autor tekstów, dyrygent i producent (zm. 2018)
- 15 lipca – Marlena Drozdowska, polska piosenkarka
- 18 lipca – Bent Sørensen, duński kompozytor
- 21 lipca – Agnieszka Fatyga, polska aktorka, piosenkarka, śpiewaczka, pianistka (zm. 2020)
- 22 lipca – Iva Bittová, czeska awangardowa skrzypaczka, wokalistka i kompozytorka
- 24 lipca – Mick Karn, angielski muzyk, kompozytor i multiinstrumentalista (zm. 2011)
- 26 lipca
  - Angela Hewitt, kanadyjska pianistka wykonująca muzykę poważną
  - Waldemar Knade, polski altowiolista
- 30 lipca
  - Kate Bush, brytyjska piosenkarka, kompozytorka, autorka tekstów piosenek, producentka nagrań
  - Kevin Mahogany, amerykański wokalista jazzowy (zm. 2017)
- 31 lipca – Bill Berry, amerykański perkusista rockowy, do roku 1997 muzyk grupy R.E.M.
- 1 sierpnia – Rob Buck, gitarzysta zespołu 10,000 Maniacs (zm. 2000)
- 3 sierpnia – Lambert Wilson, francuski aktor filmowy, teatralny, radiowy i telewizyjny, piosenkarz
- 7 sierpnia – Bruce Dickinson, angielski muzyk, wokalista heavymetalowego zespołu Iron Maiden
- 8 sierpnia
  - Mauro Maur, włoski trębacz
  - Wim Rijken, holenderski aktor, prezenter, piosenkarz i autor tekstów piosenek (zm. 2022)
- 8 sierpnia – Chris Foreman, brytyjski muzyk, gitarzysta i kompozytor zespołu ska pop-rockowego Madness
- 10 sierpnia – Tadeusz Trojanowski, polski kompozytor, pianista, pedagog, poeta, animator kultury
- 11 sierpnia – Achmad Bakajew, rosyjski kompozytor pochodzenia tadżyckiego, autor muzyki do filmów i seriali
- 16 sierpnia – Madonna, amerykańska piosenkarka i aktorka
- 17 sierpnia – Belinda Carlisle, amerykańska piosenkarka i aktorka
- 22 sierpnia – Vernon Reid, brytyjski gitarzysta rockowy i jazzowy, założyciel i lider grupy Living Colour
- 29 sierpnia – Michael Jackson, amerykański piosenkarz, nazywany „królem popu” (zm. 2009)
- 4 września – Jan „Yach” Paszkiewicz, polski reżyser teledysków, współtwórca Festiwalu Polskich Wideoklipów Yach Film (zm. 2017)
- 5 września
  - Lars Danielsson, szwedzki kontrabasista jazzowy
  - Marian Zych, polski gitarzysta basowy
- 11 września – Conny Conrad, niemiecki gitarzysta, kompozytor, autor tekstów, producent muzyczny (zm. 2021)
- 13 września – Paweł Przytocki, polski dyrygent
- 14 września – Arlindo Cruz, brazylijski muzyk z gatunku samby i pagode, autor piosenek (zm. 2025)
- 18 września – Rachid Taha, francusko-algierski piosenkarz (zm. 2018)
- 19 września
  - Lita Ford, amerykańska piosenkarka heavymetalowa i gitarzystka
  - José Torres, kubański perkusista
- 20 września – Mychael Danna, kanadyjski kompozytor muzyki filmowej
- 22 września – Andrea Bocelli, włoski śpiewak (tenor), kompozytor, autor piosenek, producent muzyczny i multiinstrumentalista
- 23 września – Piotr Jan Ulatowski, polski pianista, kompozytor (zm. 2024)
- 26 września – Darby Crash, amerykański muzyk punkrockowy, wokalista grupy The Germs (zm. 1980)
- 2 października – Robbie Nevil, amerykański piosenkarz, kompozytor i gitarzysta
- 3 października – Waldemar Malicki, polski pianista i satyryk
- 4 października – Włodek Pawlik, polski pianista jazzowy, kompozytor i pedagog
- 9 października – Satoko Fujii, japońska pianistka jazzowa i kompozytorka
- 12 października – Bryn Merrick, walijski basista rockowy, muzyk grupy The Damned (zm. 2015)
- 13 października – Rafał Stradomski, polski kompozytor, pianista i pisarz
- 14 października – Thomas Dolby, angielski muzyk, autor tekstów, piosenkarz i producent muzyczny
- 16 października – Miklosz Deki Czureja, romski wirtuoz skrzypiec, także aranżer i kompozytor
- 20 października – Ivo Pogorelić, chorwacki pianista
- 26 października
  - Boyd Jarvis, amerykański producent muzyczny (zm. 2018)
  - Bassam Saba, libański flecista (zm. 2020)
- 28 października – Timi Hansen, duński basista heavymetalowy (zm. 2019)
- 5 listopada
  - Robert Chojnacki, polski saksofonista
  - Michael Denner, duński gitarzysta rockowy
- 9 listopada – Michael Boder, niemiecki dyrygent operowy (zm. 2024)
- 13 listopada – Izabela Kłosińska, polska śpiewaczka operowa (sopran), solistka Teatru Wielkiego – Opery Narodowej, pedagog wokalny na Uniwersytecie Muzycznym Fryderyka Chopina, profesor sztuk muzycznych
- 18 listopada
  - Laura Lynch, amerykańska wokalistka i basistka, założycielka zespołu The Chicks (zm. 2023)
  - Elżbieta Mielczarek, polska piosenkarka bluesowa
- 23 listopada – Jizhar Aszdot, izraelski piosenkarz, kompozytor i producent muzyczny
- 25 listopada – Adam Kruszewski, polski śpiewak operowy (baryton)
- 26 listopada – Tomasz Beksiński, polski dziennikarz muzyczny, prezenter radiowy (zm. 1999)
- 27 listopada – Tetsuya Komuro, japoński producent muzyczny, kompozytor i autor tekstów piosenek
- 9 grudnia – Nick Seymour, australijski basista rockowego zespołu Crowded House
- 11 grudnia – Nikki Sixx, amerykański muzyk, założyciel i basista amerykańskiej grupy rockowej Mötley Crüe
- 12 grudnia – Artur Dutkiewicz, polski pianista jazzowy, kompozytor i pedagog
- 17 grudnia – Mike Mills, amerykański basista, autor tekstów piosenek i współzałożyciel zespołu R.E.M.
- 18 grudnia
  - Geordie Walker, angielski gitarzysta punk-rockowy, muzyk zespołu Killing Joke (zm. 2023)
  - Julia Wolfe, amerykańska kompozytorka muzyki poważnej
- 19 grudnia
  - Steven Isserlis, brytyjski wiolonczelista
  - Limahl, właśc. Christopher Hamill, brytyjski piosenkarz pop
- 24 grudnia – Munetaka Higuchi, japoński perkusista, członek zespołu Loudness (zm. 2008)
- 28 grudnia – Joe Diffie, amerykański piosenkarz, gitarzysta i kompozytor country (zm. 2020)

Data dzienna nieznana
- styczeń – Idris Phillips, amerykański muzyk, kompozytor, autor tekstów i producent muzyczny (zm. 2022)

## Zmarli
- 10 stycznia – Alec Rowley, angielski kompozytor (ur. 1892)
- 12 stycznia – Arthur Shepherd, amerykański kompozytor i dyrygent (ur. 1880)
- 29 stycznia – Zygmunt Singer, żydowski skrzypek, oboista i dyrygent (ur. 1876)
- 20 stycznia – Ataúlfo Argenta, hiszpański dyrygent i pianista (ur. 1913)
- 20 lutego – Isidor Philipp, francuski pianista i pedagog pochodzenia węgierskiego (ur. 1863)
- 23 lutego – Julian Sitkowiecki, rosyjski skrzypek, solista moskiewskiej filharmonii (ur. 1925)
- 13 marca – Maria Müller, austriacka śpiewaczka operowa (sopran) (ur. 1898)
- 28 marca – W.C. Handy, amerykański kompozytor i kornecista jazzowy, kierownik zespołu, nazywany „Ojcem Bluesa” (ur. 1873)
- 1 kwietnia – Břetislav Bakala, czeski dyrygent, pianista, i kompozytor (ur. 1897)
- 7 kwietnia – Klimientij Korczmariow, rosyjski kompozytor, pianista (ur. 1899)
- 15 kwietnia – Franciszek Masłowski, polski organista, dyrygent chórów (ur. 1878)
- 17 kwietnia – Rita Montaner, kubańska piosenkarka (mezzosopranistka) i aktorka (ur. 1900)
- 4 maja – Jane Arctowska, amerykańska śpiewaczka operowa (ur. 1875)
- 7 maja – Mihkel Lüdig, estoński kompozytor i organista (ur. 1880)
- 13 maja – Eugeniusz Mossakowski, polski śpiewak operowy (baryton) (ur. 1885)
- 23 maja – Alicja Simon, polska muzykolog pochodzenia żydowskiego, profesor Uniwersytetu Łódzkiego (ur. 1879)
- 16 czerwca – José Pablo Moncayo, meksykański pianista, perkusista, pedagog, kompozytor i dyrygent (ur. 1912)
- 23 czerwca – Armas Järnefelt, fiński kompozytor i dyrygent, dyrektor Helsińskiego Instytutu Muzycznego w latach 1906–1907 (ur. 1869)
- 1 lipca – Rudolf Laban, węgierski tancerz, choreograf i teoretyk tańca (ur. 1879)
- 13 lipca – Karl Erb, niemiecki śpiewak operowy (tenor) (ur. 1877)
- 5 sierpnia
  - Joseph Holbrooke, angielski kompozytor, dyrygent i pianista (ur. 1878)
  - Antoni Karnaszewski, polski organista i dyrygent chóralny (ur. 1886)
- 15 sierpnia – Big Bill Broonzy, amerykański muzyk bluesowy, autor ponad 300 kompozycji (ur. 1893)
- 17 sierpnia – Florent Schmitt, francuski kompozytor, przedstawiciel impresjonizmu muzycznego; krytyk muzyczny (ur. 1870)
- 21 sierpnia – Stevan Hristić, serbski kompozytor i dyrygent (ur. 1885)
- 25 sierpnia – Leo Blech, niemiecki kompozytor i dyrygent (ur. 1871)
- 26 sierpnia – Ralph Vaughan Williams, angielski kompozytor i badacz muzyki ludowej (ur. 1872)
- 11 września – Robert Lach, austriacki kompozytor i muzykolog (ur. 1874)
- 21 września – Stanisław Tłoczyński, polski dyrygent chórów, kompozytor oraz ksiądz katolicki (ur. 1881)
- 29 września – Aarre Merikanto, fiński kompozytor, pianista (ur. 1893)
- 2 października – Kazimierz Blaschke, polski wiolonczelista, dyrygent orkiestr kameralnych i chórów, pedagog (ur. 1898)
- 6 października – Wacław Piotrowski, polski skrzypek, muzykolog, doktor filozofii (ur. 1876)
- 24 października – Martin Shaw, angielski kompozytor (ur. 1875)
- 7 listopada – Wacław Zdanowicz, polski aktor teatralny i filmowy, śpiewak, reżyser teatralny i dyrektor teatrów (ur. 1891)
- 26 listopada – Tiny Bradshaw, amerykański muzyk jazzowy i rhythm and bluesowy, lider zespołu, wokalista, kompozytor, pianista i perkusista (ur. 1907)
- 27 listopada – Artur Rodziński, polski dyrygent (ur. 1892)
- 8 grudnia – Julia Lee, amerykańska piosenkarka i pianistka bluesowa (ur. 1902)
- 15 grudnia – Rudolf Jung, szwajcarski śpiewak operowy (tenor) (ur. 1882)
- 20 grudnia – Constantin Brăiloiu, rumuński etnomuzykolog i kompozytor (ur. 1893)

## Albumy
- polskie
- zagraniczne
  - Bo Diddley – Bo Diddley
  - Saturday Night with Mr. C – Perry Como
  - When You Come to the End of the Day – Perry Como
  - Never Be Afraid – Bing Crosby
  - Jack B. Nimble – A Mother Goose Fantasy – Bing Crosby
  - Fancy Meeting You Here – Bing Crosby i Rosemary Clooney
  - Around the World with Bing! – Bing Crosby
  - Bing in Paris – Bing Crosby
  - That Christmas Feeling – Bing Crosby
  - In a Little Spanish Town – Bing Crosby
  - This Is Dean Martin! – Dean Martin
  - Martin Magic – Dean Martin
  - Ricky Nelson – Ricky Nelson

## Muzyka poważna
- Powstaje II symfonia „Symphony of Chorales” Lukasa Fossa

## Film muzyczny
- Król Kreol – (Elvis Presley)

## Nagrody
- Konkurs Piosenki Eurowizji 1958
  - „Dors, mon amour”, André Claveau